# Ghost Beach
Ghost Beach (deutsch: Geisterstrand) ist ein 2013 gegründetes New Yorker Elektropop-Duo bestehend aus Josh Ocean und dem Gitarristen Eric Mendelsohn. Der Bandname entstand in Anlehnung an das Kinderbuch Goosebumps.
Ihre ersten Veröffentlichungen wurden als Marketing-Strategie zuerst vorwiegend im Monatsrhythmus verschenkt, was schließlich zur Folge hatte, dass immer mehr Leute ihre Lieder auch kauften. Erste Bühnenerfahrungen sammelten die beiden nicht nur im Vorprogramm von Chad Vallay und RAC, sondern auch auf dem Tomorrowland. 2014 erschien ihr erstes Album mit ihren bisher veröffentlichten Songs über das Label Nettwerk/Soulfood unter dem Titel Blonde.

## Stil
Die musikalischen Einflüsse von Ghost Beach gehen insbesondere auf den Achtziger-Jahre-Pop von Bands wie Tears for Fears, Talking Heads oder The Police zurück. Für ihre Lieder benutzen sie vorwiegend analoge Synthesizer, aber auch moderne Technologie, die der Computer bietet, und weisen deshalb große Ähnlichkeiten mit Bands wie Passion Pit und Cut Copy auf.

## Diskografie
Studioalben
- 2014: Blonde

EPs
- 2013: Modern Tongues
- 2013: Modern Tongues Remixed
- 2013: Miracle